# Harry Merry
Harry den Hartog (Rotterdam, 15 november 1971), bekend onder het pseudoniem Harry Merry, is een Nederlands singer-songwriter en muzikant die veel experimenteert met contrasterende dissonanten en registers in zijn muziek. Zijn muziek wordt frequent ingedeeld onder het genre outsidermuziek. Merry geniet vooral bekendheid in het buitenland en met name de Verenigde Staten, alwaar hij al diverse keren op tournee is geweest, bij liefhebbers van onafhankelijke en experimentele muziek. In zijn muziek, kleding en haardracht heeft Merry zich laten beïnvloeden en inspireren door de glamrock, een muziekstijl die populair was in de jaren zeventig. Zijn matrozenpak, oogpotlood op de oogleden en vaak warrige haardos zijn dan ook kenmerkend aan Merry's onconventionele non-conformistische stijl.

## Biografie

#### Jeugd en begin carrière
Merry werd geboren op 15 november 1971 in de wijk Tussendijken, in het stadsdeel Delfshaven, in Rotterdam-West. Naar eigen zeggen is hij al op jonge leeftijd naar muziek gaan luisteren vanwege zijn oudere broers Cor en André. Reeds op zijn zesde begon hij met pianolessen mede omdat hij werd geïnspireerd door de Zimmermann-piano in de woonkamer van het ouderlijk huis. In 1989, op 18-jarige leeftijd, begon Merry met het componeren van zijn eigen muziek en schreef naar eigen zeggen cryptische teksten. Merry gaat naar het gymnasium maar voltooit uiteindelijk de havo. In 1996 gaf Merry zijn eerste optreden tijdens het singer-songwriterfestival RoTown in Rotterdam. Zijn niet-alledaagse verschijning zorgde ervoor dat hij opviel. Merry gaf optredens in onder andere Slovenië, Duitsland (Berlijn en Hamburg) en Engeland (Londen en Liverpool). In de tussentijd stuurde hij ook demo's, met wisselend succes, naar popbladen. Een van zijn demo's kwam in handen van Leen Steen van het Rotterdamse punklabel Tocado Records. Meerdere malen trad Merry hierna op als toetsenist van de punkband Stinksisters.

#### Eerste cd en tournees door de VS
In oktober 2004 kwam zijn debuutalbum uit, getiteld: Well... Here's Another Nice Mess You've Got Me Into! naar een bekende uitspraak van het komische duo Laurel en Hardy. Op deze cd staat onder andere zijn bekendste nummer Stevie Storm. In een interview bij de VPRO vertelde Merry dat de nummers gaan over de misstanden in de wereld. In november 2004 begon Merry aan zijn eerste tournee door de Verenigde Staten. In 2005 was hij te zien op Noorderslag en Popronde, later eveneens bij de Grote Prijs van Nederland alwaar hij de halve finale bereikte. Een tweede tournee in de Verenigde Staten en Canada, van New Orleans naar Toronto werd gekenmerkt door orkaan Katrina en leidde tot een vriendschap met zanger Ariel Pink. In september 2006 bracht Merry zijn tweede cd uit, getiteld: The Shunt. Eind september 2006 stond hij op ZXZW 2006 in Tilburg. In februari 2007 was Merry voor het eerst te zien met zijn begeleidingsband The Must. Hij maakte een derde tournee door de Verenigde Staten en later trad hij op in Malmö, Zweden. In datzelfde jaar bracht het Nijmeegse platenlabel Olé Records een LP uit van Merry genaamd: First Contact met daarop composities van Merry vervaardigd in de jaren tachtig. In oktober van 2007 ging Merry voor een vierde keer op tournee in de Verenigde staten.
| Door zulke, ook negatieve, reacties krijg ik toch veel publiciteit en dan komt er vanzelf weer een groep mensen tevoorschijn die het juist heel erg goed gaan vinden. Juist omdat die persoon het heel slecht vindt. Maar ja, als je echt onvergetelijk wil worden dan moet je iets maken wat de mensen niet begrijpen. — Harry Merry, naar aanleiding van negatieve recensie door Willem Jongeneelen |

#### Documentaires, latere albums en Alternatieve Top 2000
In 2004 maakte regisseuse Debbie Kleijn een 9-minuten durend profiel over Merry. Ze doet dit door te tonen hoe hij zich voorbereidt op een optreden, door het opdoen van een pruik en het aanbrengen van oogpotlood; hoe hij reageert op een negatieve recensie; tot zijn werk als postbode waarmee hij zich in zijn levensonderhoud voorziet. In de zomer van 2008 bracht Merry samen met The Must het album Veronika uit. Ze stonden op 6 juli van dat jaar op festival Metropolis in Rotterdam. Op 6 december 2012 presenteerde Merry zijn single Australian Sun waarop hij wordt begeleid door Draaiorgel de Pansfluiter in Les Ateliers Claus te Sint-Gillis, België. Op 28 januari 2013 ging de documentaire Here is Harry Merry van Joke Olthaar in première op het Internationaal Film Festival Rotterdam. Begin maart 2013 werd Merry samen met zangeres Tamara Woestenburg op het vliegveld van Philadelphia de toegang tot het land ontzegd door de Amerikaanse douane omdat zij beiden op basis van een toeristenvisum reisden in plaats van het vereiste werkvisum. Ze werden beiden opgepakt en belandden voor één nacht in de cel om vervolgens de volgende dag direct te worden uitgezet naar Nederland. Op 6 juli 2013 treedt Merry op tijdens het festival Bizzarnica pri Mariči van cultureel centrum Metelkova te Ljubljana in Slovenië. Ter gelegenheid van Merry's optreden maakte de Zweedse kunstenares Anna Ehrlemark een drietal posters waarvan er één later ook wordt gebruikt ter promotie van de documentaire over Merry door regisseuse Joke Olthaar. Op 15 maart 2014 staat Merry in het voorprogramma van protestzanger Armand in dB's te Utrecht. In het programma Man Bijt Hond presenteerde Merry zijn eigen alternatieve Top 2000 naar het bekende televisieprogramma Top 2000 à Go-Go. In oktober 2014 verscheen zijn album Orama A-Delic Palooza O-Matic, dat werd gepresenteerd bij Stichting WORM in Rotterdam. Sinds september 2015 heeft Merry een relatie met zijn vriendin Nancy. Op 21 april 2017 had Merry samen met zanger Mark Lotterman een plaatrelease van hun respectievelijke platen Been Through Friday en Happy.
| Wat Harry doet is onnavolgbaar. Óf je bent gek op zijn muziek en manier van optreden, óf je gruwt ervan. Dat maakt hem zo uniek. — Joke Olthaar, naar aanleiding van haar documentaire Here is Harry Merry (2013) |

## Discografie
- 1997 - Tractable Tracks Retract, Cheese and Onions Records
- 1997 - A Hodge-podge[22]
- 2002 - Six by Harry, Demonstration Bootleg[23]
- 2004 - Well... Here's Another Nice Mess You've Got Me Into!, Tocado-Records[24]
- 2005 - Village Life in 1905, Olé Records
- 2006 - The Shunt, Tocado-Records[25]
- 2007 - First Contact, Olé Records[26]
- 2008 - Veronika (in samenwerking met The Must), Tocado-Records[27]
- 2012 - Australian Sun, Meeuw Muzak[28]
- 2014 - Orama A-Delic Palooza O-Matic, Blowpipe[29]
- 2017 - Been Through Friday (Alt. Take), Stichting Holland[30]
- 2018 - 4-Track E.P., Blowpipe
- 2021 - Albuquerque Subpoenaed, Blowpipe
- 2024 - Herrie, Petrol Candy Records
- 2024 - Away with the Fairies, Petrol Candy Records
- 2025 - Go Round, Petrol Candy Records

## Dvd
- 2013 - Here is Harry Merry (BP064)[31]